# Michaił Bondarienko (pułkownik)
Michaił Stratonowicz Bondarienko (ros. Михаил Стратонович Бондаренко, ur. 1901 we wsi Popowa Słoboda w guberni kurskiej, zm. w styczniu 1977 w Kijowie) – funkcjonariusz NKWD, pułkownik, szef Zarządu NKGB/MGB obwodu kijowskiego (1943-1951).

## Życiorys
Od marca 1922 do października 1926 w Wydziale Transportu Drogowego GPU/OGPU Ukraińskiej SRR, od października 1926 do października 1928 pełnomocnik Samodzielnego Wydziału Transportu Drogowego OGPU Kolei Południowo-Zachodniej, od października 1928 do października 1929 Samodzielnego Wydziału Transportu Drogowego OGPU Drogi Kolejowej Moskwa-Kursk, od października do grudnia 1929 pełnomocnik Wydziału Transportu Drogowego Drogi Kolejowej Moskwa-Kijów. Od grudnia 1929 do października 1930 pełnomocnik punktu operacyjnego Wydziału Transportowego OGPU w Czernihowie, od października 1930 do lutego 1933 starszy pełnomocnik Wydziału Transportu Drogowego OGPU Kolei Moskiewsko-Kijowskiej, od marca 1933 do marca 1937 pełnomocnik Oddziału Wodnego, działu tajno-operacyjnego, pełnomocnik i pełnomocnik operacyjny Oddziału II Wydziału Transportowego OGPU przy Radzie Komisarzy Ludowych/GUGB NKWD ZSRR, od 14 grudnia 1935 porucznik bezpieczeństwa państwowego. Od marca 1937 do kwietnia 1938 pomocnik szefa Oddziału IX i IV Wydziału VI GUGB NKWD ZSRR, 2 grudnia 1937 awansowany na starszego porucznika bezpieczeństwa państwowego, od 8 kwietnia do 20 lipca 1938 zastępca szefa Oddziału I Wydziału I Zarządu III NKWD ZSRR, od lipca do listopada 1938 szef Oddziału VII Wydziału II Zarządu III NKWD ZSRR, od listopada 1938 do 17 maja 1940 szef Oddziału IV Wydziału II Głównego Zarządu Transportowego NKWD ZSRR. Od 17 maja 1940 do stycznia 1941 szef Wydziału Wodnego NKWD Ukraińskiej SRR, później p.o. szefa Wydziału Wodnego NKWD Basenu Czarnomorskiego i zastępca szefa, a od 28 marca do sierpnia 1941 szef Zarządu NKWD obwodu odeskiego. Od października 1941 do lutego 1942 w rezerwie, 28 grudnia 1941 mianowany kapitanem bezpieczeństwa państwowego, 1942-1943 szef Grupy Operacyjnej NKWD Ukraińskiej SRR, od 11 lutego 1943 podpułkownik, we wrześniu-październiku 1943 p.o. szefa Zarządu NKGB obwodu stalińskiego (obecnie obwód doniecki). Od listopada 1943 do 6 grudnia 1951 szef Zarządu NKGB/MGB obwodu kijowskiego, od grudnia 1951 do czerwca 1952 na leczeniu, w rezerwie, od czerwca 1952 do kwietnia 1953 zastępca szefa Zarządu MGB obwodu czernihowskiego, od 11 czerwca 1953 do lipca 1954 szef Zarządu MWD obwodu kijowskiego, następnie na emeryturze.

## Odznaczenia
- Order Lenina (21 maja 1947)
- Order Czerwonego Sztandaru (dwukrotnie - 3 listopada 1944 i 10 kwietnia 1945)
- Order Czerwonego Sztandaru Pracy (23 stycznia 1948)
- Order Wojny Ojczyźnianej I klasy (29 października 1948)
- Order Czerwonej Gwiazdy (28 listopada 1941)
- Order „Znak Honoru” (29 grudnia 1944)